# یواس‌اس ای‌آردی-۹
یواس‌اس ای‌آردی-۹ (به انگلیسی: USS ARD-9) یک کشتی بود که طول آن ۴۸۲ فوت ۷ اینچ (۱۴۷٫۰۹ متر) بود. این کشتی در سال ۱۹۴۳ ساخته شد.